# Jean Coignet
Pour les articles homonymes, voir Coignet.
Ne pas confondre avec Jean-Roch Coignet (1776-1865), officier français et mémorialiste du Premier Empire.
Jean Coignet est un industriel et homme politique français né le 13 mai 1855 à Lyon (Rhône) et mort le 20 avril 1947 à Lyon.

## Biographie
Jean Coignet est le fils d'Étienne Coignet, fabricant de produits chimiques, et de Jeanne Pauline Bizot.
Élève de l’École Polytechnique, il prend la direction de l'entreprise familiale de produits chimiques, qu'il développe. Il est président de la Chambre de commerce de Lyon de 1897 à 1922. Il est également sénateur du Rhône de 1920 à 1927, inscrit au groupe de la Gauche républicaine. Il se montre très actif, intervenant sur les questions économiques.

## Sources et références

### Sources
- Georges Boulon et Dominique Saint-Pierre (dir.), « Coignet Jean (1855-1947) », dans Dictionnaire historique des Académiciens de Lyon : 1700-2016, éd. ASBLA de Lyon, mars 2017, 1369 p. (ISBN 978-2-9559-4330-4, présentation en ligne), p. 345-346.
- « Jean Coignet », dans le Dictionnaire des parlementaires français (1889-1940), sous la direction de Jean Jolly, PUF, 1960 [détail de l’édition]